# Люблю тебя, жизнь!
«Люблю тебя, жизнь!» — советский художественный полнометражный чёрно-белый фильм, поставленный на киностудии «Ленфильм» в 1960 году режиссёром Михаилом Ершовым по оригинальному сценарию Михаила Берестинского.
Премьера фильма в СССР состоялась 10 июня 1961 года.

## Сюжет
Ленинград конца 1950-х годов. Молодой инженер Тимофей Корнеев работает на кондитерской фабрике. Недавно вступивший в партию, он старается наладить культуру производства, облегчить работу на самых сложных участках. Его начинания находят поддержку у директора, хотя у них разный подход к решению проблем.
Случайно Тимофей знакомится с Егоркой и его находящимся при смерти дедушкой. Вскоре он понимает, что в доме собираются свидетели Иеговы, и делает всё возможное, чтобы забрать мальчика. За Егором следит приехавший на место деда Терентий, но он не может помешать Корнееву забрать ребёнка.
На этой же фабрике в цехе шоколадных конфет работает Груня, глубоко религиозная девушка, ходившая на собрания в доме Егора и попавшая под влияние иеговистов. В неё влюбляется Женя Сухоруков — фабричный снабженец, романтичный и надёжный товарищ Тимофея. Он пытается добиться взаимности Груни, с деликатностью и тактом старается показать ей другую жизнь. Груня преодолевает первоначальное недоверие к своему новому знакомому и бесповоротно уходит от заблуждений прошлого.

## В ролях
- Геннадий Вернов — Тимофей Борисович Корнеев
- Ариадна Шенгелая — Лена Топилина
- Ирина Бунина — Груня, работница шоколадного цеха
- Алексей Кожевников — Женя Сухоруков, снабженец
- Галина Инютина — Зинаида Михайловна Топилина, директор фабрики
- Владимир Честноков — Павел Николаевич Топилин
- Вера Кузнецова — Ксения Григорьевна Корнеева, мать Тимофея
- Майя Блинова — Галышева
- Александр Афанасьев — Терентий, глава секты иеговистов
- Долорес Столбова — Светлана
- Валентина Хмара — Настя
- Лилия Гурова — Вера
- Лидия Колпакова — Майя
- Коля Сергеичев — Егорка

## В эпизодах
- Михаил Дубрава — эпизод
- Евгений Григорьев — член парткома
- Сергей Голубев — Прохоров, рабочий
- А. Гулькова — эпизод
- Олег Каравайчук — Олег, гость за роялем на новогодней вечеринке
- Любовь Малиновская — Анна Севастьяновна
- Александр Массарский — эпизод — эпизод
- А. Павлов — эпизод
- Павел Первушин — дед Егорки
- А. Пестова — эпизод
- Фёдор Федоровский — член парткома

## Съёмочная группа
- Автор сценария — Михаил Берестинский
- Режиссёр-постановщик — Михаил Ершов
- Главный оператор — Владимир Бурыкин
- Художник — Алексей Федотов
- Режиссёр — Семён Деревянский
- Композитор — Олег Каравайчук
- Звукооператор — Борис Хуторянский
- Оператор — Александр Дибривный
- Монтажёр — Мария Бернацкая
- Редактор — Арнольд Витоль
- Оркестр Ленинградской государственной филармонии
Дирижёр — Олег Каравайчук
- Директор картины — Полина Борисова